# Ray Stewart (calciatore)
Raymond Struan McDonald Stewart, detto Ray (Stanley, 7 settembre 1959), è un allenatore di calcio ed ex calciatore scozzese, di ruolo difensore.

## Carriera

### Club
Terzino destro, cresciuto nel Dundee United, diviene presto una bandiera del West Ham, società con la quale gioca più di 300 partite in campionato, vincendo la FA Cup nel 1980.

### Nazionale
Il 16 maggio 1981 esordisce contro il Galles (2-0).

## Palmarès

### Club

#### Competizioni nazionali
- Coppa d'Inghilterra: 1

West Ham: 1979-1980

### Individuale
- Miglior giovane dell'anno della SPFA: 1

1978-1979